# 岩月直彦

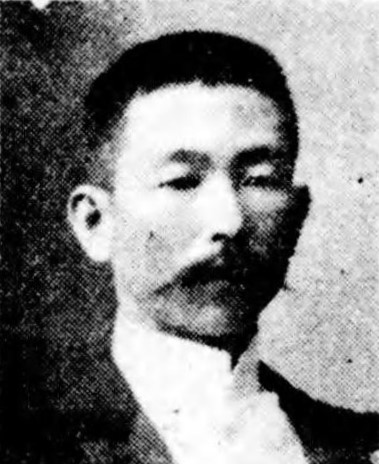
岩月直彦

岩月 直彦（いわつき なおひこ、1866年7月21日（慶応2年6月10日） - 1938年（昭和13年）6月5日）は、明治から昭和時代前期の政治家、実業家。貴族院多額納税者議員。旧姓・堀之内。

## 経歴
堀之内庄右衛門の弟として薩摩鹿児島藩領薩摩郡隈之城郷（隈之城村、川内町、川内市を経て現薩摩川内市勝目町）に生まれ、1891年（明治24年）8月、前戸主岩月佐美の養子となり家督を相続する。1887年（明治20年）薩摩郡城下尋常小学校訓導、同校長を経て隈之城村会議員に当選。ほか、鹿児島県農工銀行取締役、隈之城村学務委員、鹿児島県会議員、同参事会員などを歴任する傍ら、金銀鉱業を経営し、大口金山支配人を務めた。
1904年（明治37年）鹿児島県多額納税者として貴族院議員に互選され、同年9月29日から1906年（明治39年）8月27日まで在任。のち、川宮鉄道社長、川内製糸場社長、薩摩製糸取締役、鹿児島勤儉銀行、鹿児島養蚕種各監査役などを歴任した。

## 親族
- 兄：堀之内庄右衛門（貴族院多額納税者議員）[4]